# درجة عدم الإشباع
درجة عدم الإشباع في الكيمياء هي قيمة رياضية تحسب أثناء تحليل الصيغة الجزيئية للمركبات العضوية لإظهار درجة عدم الإشباع عن طريق حساب عدد الروابط باي والحلقات في الصيغة الهيكلية للمركب. هناك عدة مرادفات لمصطلح درجة عدم الإشباع منها مؤشر نقص الهيدروجين IHD أو مكافئ الرابطة المضاعفة DBE أو مؤشر عدم الإشباع.
يفيد معرفة قيمة درجة عدم الإشباع في تخمين البنية الكيميائية انطلاقاً من الصيغة، إلا أن التجارب العملية مثل مطيافية الرنين المغناطيسي النووي أو مطيافية الكتلة أو مطيافية الأشعة تحت الحمراء تعطي بيانات تجريبية تؤكد البنية الهيكلية للمركب.

## الصيغة العامة
يمكن كتابة الصيغة العامة لدرجة عدم الإشباع على الشكل:
{\displaystyle \mathrm {DU} =1+{\tfrac {1}{2}}\sum n_{i}(v_{i}-2)}
حيث ni هو عدد الذرات بالتكافؤ vi.

## صيغة مبسطة
بالنسبة لصنف معين من الجزيئات فإن الصيغة العامة يمكن تبسيطها وكتابتها على الشكل:
{\displaystyle {\text{DBE}}=(a+1)-{\frac {b-c+f}{2}}}
where
a = عدد ذرات الكربون في المركب
b = عدد ذرات الهيدروجين في المركب
c = عدد ذرات النتروجين في المركب
f = عدد ذرات الهالوجين في المركب
أو
{\displaystyle \mathrm {rings+\pi \ bonds} =C-{\frac {H}{2}}-{\frac {X}{2}}+{\frac {N}{2}}+1\,}
حيث C = عدد ذرات الكربون و H = عدد ذرات الهيدروجين و X = عدد ذرات الهالوجين وعدد ذرات النتروجين.  والتي تعطي قيمة مكافئة، مع العلم أن الأكسجين لا يؤخذ بعين الاعتبار في الحساب لأنه ثنائي التكافؤ (2 − 2 = 0).

## أمثلة
| المركب         | الصيغة- المجملة                                         | عدد الروابط المضاعفة | عدد الحلقات | درجة عدم الإشباع                                   |
| -------------- | ------------------------------------------------------- | -------------------- | ----------- | -------------------------------------------------- |
| البنزين        | {\displaystyle \mathrm {C_{6}H_{6}} }                   | 3                    | 1           | {\displaystyle {\frac {2\cdot 6-6+2}{2}}=4}        |
| حمض الخل       | {\displaystyle \mathrm {C_{2}H_{4}O_{2}} }              | 1                    | 0           | {\displaystyle {\frac {2\cdot 2-4+2}{2}}=1}        |
| إيثانول        | {\displaystyle \mathrm {C_{2}H_{6}O} }                  | 0                    | 0           | {\displaystyle {\frac {2\cdot 2-6+2}{2}}=0}        |
| غليسين         | {\displaystyle \mathrm {C_{2}H_{5}NO_{2}} }             | 1                    | 0           | {\displaystyle {\frac {2\cdot 2-5+1+2}{2}}=1}      |
| حلقي الهكسانون | {\displaystyle \mathrm {C_{6}H_{10}O} }                 | 1                    | 1           | {\displaystyle {\frac {2\cdot 6-10+2}{2}}=2}       |
| أسيتيلين       | {\displaystyle \mathrm {C_{2}H_{2}} }                   | 2                    | 0           | {\displaystyle {\frac {2\cdot 2-2+2}{2}}=2}        |
| كافيين         | {\displaystyle \mathrm {C_{8}H_{10}O_{2}N_{4}} }        | 4                    | 2           | {\displaystyle {\frac {2\cdot 8-10+4+2}{2}}=6}     |
| كلورامفينيكول  | {\displaystyle \mathrm {C_{11}H_{12}Cl_{2}N_{2}O_{5}} } | 5                    | 1           | {\displaystyle {\frac {2\cdot 11-12-2+2+2}{2}}=6}  |
| سبيرونولاكتون  | {\displaystyle \mathrm {C_{24}H_{32}O_{4}S} }           | 4                    | 5           | {\displaystyle {\frac {2\cdot 24-32+2}{2}}=9}      |
| سيفاكلور       | {\displaystyle \mathrm {C_{15}H_{14}ClN_{3}O_{4}S} }    | 7                    | 3           | {\displaystyle {\frac {2\cdot 15-14-1+3+2}{2}}=10} |